# 東園恵
東園 恵（ひがしぞの めぐみ、1992年10月6日 - ）は広島県のフリーアナウンサー、モデル、ラジオパーソナリティ。第13代目はつかいち観光親善大使（2013年4月～2016年4月）。
広島県廿日市市出身、安田女子大学英語英米文学科卒。

## 出演

### テレビ
- てっぺん（広島放送）[2]

### ラジオ
- ゆめプラン（FMはつかいち）
- FMはつかいちっ子この指とーまれ!（FMはつかいち）[2]
- キラキラ☆アートBOX（FMはつかいち）
- 昼なんじゃけん！761（FMはつかいち）
- 廿学ラジオ（FMはつかいち）

### CM出演、モデル
- もみじ銀行「ハイタッチ」編[2]
- 創建ホーム「作ることをあなたのそばで」[2]
- ソルコム[2]
- 「甘恋酒」 - PRモデル[2]

### CMナレーション
- NPO法人 音楽は平和を運ぶ[2]
- 広島ガス〜エコクッキング〜[2]
- 住宅宣言吉島[2]
- 小学館クリエイティブ「人形峠」[2]
- 広島市国民宿舎湯来ロッジ[2]
- すき焼き・しゃぶしゃぶ処　安芸亭[2]

### MC
- ASTCアジアトライアスロン選手権2016[2]
- 成人式（廿日市市）[2]
- JAフェスティバルinさいき[2]
- オートクフェスin広島市中小企業会館[2]
- はつかいち平和コンサート[2]
- 文化的行事 原田泰治講演会「一本の道」[2]
- エディオン広島本店×まなみのりさミニLIVE[2]